# Протести црногорских националиста 2020—2021.
Протести црногорских националноста (2020—21) је талас контрапротеста који је уследио почетком септембра 2020. године одмах после пораза Демократске партије социјалиста (ДПС) на парламентарним изборима 30. августа 2020. године након 30 година владавине. Током јесени и зиме 2020/21. одржавали су се спорадични протести против нове технократске владе Здравка Кривокапића. У априлу 2021. године у Црној Гори је покренут талас протеста, који су његови организатори назвали Црногорским прољећем, или одговором Црне Горе против најављеног усвајања прописа који ће олакшати стицање црногорског држављанства, али и одузети држављанство неким црногорским емигрантима, што демонстранти сматрају „покушајем владе да промени етничку структуру Црне Горе“ и против новоформиране технократске владе Црне Горе, коју демонстранти оптужују да је „издајничка“ и „сателит Србије“.

## Позадина

### Рани протести 2020
Након пада популистичког режима ДПС-а са позиције моћи након 30 година, након клерикалних протеста и парламентарних избора 2020. године, бројни црногорски националистички политички субјекти организовали су масовне скупове на Цетињу и у престоници Подгорици, у знак подршке одлазећи режим ДПС-а, због наводне „претње црногорској државности и независности“. Скупови су започели 6. септембра и били су обележени непримереним порукама лидерима и члановима неких партија нове већине, који су означени као „издајници“ и „четнички гадови“. Националистичку реторику и говор мржње учесника скупа осудили су бројни медији, црногорске јавне личности, уметници, универзитетски професори, академска и студентска удружења, активисти за људска права и невладине организације. 4. децембра 2020. године формиран је нови технократски кабинет, на челу са Здравком Кривокапићем, а већ истог месеца, влада је најавила уклањање спорних тачака из верског закона, што је изазвало нови талас протеста.

### Закон о држављанству и бирачким списковима
Тренутни црногорски закон о држављанству врло је строг и забрањује двојно држављанство, осим у неким посебним ситуацијама. Поред тога, потребно је десет година непрекидно боравити у Црној Гори како би се могао поднијети захтјев за држављанство. Многи грађани који су дошли као избеглице пре 30 година још увек нису решили питање држављанства. Посланици већине претходних опозиционих партија, а сада партија које чине владу, оценили су закон као "крут и дискриминаторан", посебно према Србима, јер по закону не могу да добију црногорско држављанство ако су држављани Србије. У Црној Гори живи 63.746 странаца, што је око десет одсто укупне популације. Од тога је 30.930 добило статус странаца са сталним боравком јер тамо живе годинама и потенцијални су добитници држављанства, док је 32.816 људи добило привремени боравак у Црној Гори.
У марту 2021. године влада је најавила усвајање прописа који ће олакшати стицање црногорског држављанства. Влада тврди да исправља само неправде бивше владе према грађанима који нису могли да добију црногорско држављанство јер су били „политички неподобни“. Такође желе коначно да среде бирачки списак, који је годинама на мети критика, и са листе уклоне црногорске држављане који деценијама трајно живе у другим земљама, док задржавају право гласа на привременом раду. Као одговор, опозиција тврди да је реч о наставку „србизације Црне Горе“, јер би либерализација држављанства, како тврде, ускоро дала држављанства десетинама хиљада људи из Србије, Босне и Херцеговине и Русије, док би многи црногорски емигранти изгубили своја гласачка права.

## Протести 2021
Дана 8. априла 2021. одржани су протести и „протести аутомобила“ у више црногорских градова. Заједно са црногорским заставама и другим националним симболима, окупљени су узвикивали: "То није наша влада!", "Ових дана ћемо бранити Црну Гору од непријатеља!" „Ово није Србија“, „Косово је поред Србије“ са увредљивим порукама упућеним владиним министрима.
| Заставе које су користили демонстранти \| \| \| \| \| \| \| \| Застава Црне Горе \| Крсташ-барјак \| Алај-барјак \| Комеморативна застава Црногорских Зеленаша \| Застава Европске уније \| Застава Социјалистичке Републике Црне Горе (1963—1994) \| |               |             |                                            |                        |                                                        |
| |               |             |                                            |                        |                                                        |
| Застава Црне Горе | Крсташ-барјак | Алај-барјак | Комеморативна застава Црногорских Зеленаша | Застава Европске уније | Застава Социјалистичке Републике Црне Горе (1963—1994) |

### Богетићи блокада
На излазу из Никшића блокиран је главни пут за Подгорицу, јер је полицију зауставила група демонстраната. Том приликом догодио се инцидент у којем је учествовало и владино возило. Двоје демонстраната попело се на хаубу возила, не дозволивши му да прође. Међутим, возач службеног возила је кренуо и обојица демонстраната су пали на асфалт. Касније је објављено да је путница у аутомобилу била ћерка премијера Здравка Кривокапића, који је на овај инцидент одговорио назвавши инцидент „нападом на владино возило“, наводећи да неће дозволити „дивљање и безакоње. “, као и оптуживање председника Мила Ђукановића као главног кривца протеста и тензија. На истој локацији демонстранти су напали и ранили два припадника црногорске војске.
Демонстранти су 9. и 10. априла поново блокирали пут Подгорица – Никшић, због чега је никшићка полиција процесуирала две особе и поднела прекршајне пријаве против још девет особа. 11. априла око 10 протеста напало је и претукло случајног пролазника у Беранама.
Инцидент у Богетићима добио је 9. маја први епилог - Одељење за унутрашњу контролу рада полиције утврдило је да постоји основана сумња да су полицајац Полицијске станице Никшић, СГ и службеник Полицијске управе (УП) - возач заштићене особе Дражен Јекнић поступао је непрофесионално док је обезбеђивао руту и возио владин аутомобил у коме је била ћерка премијера Здравка Кривокапића. На снимку инцидента види се да је владин „Мерцедес“ имао блиски сусрет са гомилом, а затим су два учесника блокаде - Б.В. седећи на хауби службеног аутомобила, са намером да заустави кретање, али и док возач заштићене особе у једном тренутку нагло убрзава, због чега њих двоје падају на пут и само пуком срећом пролазе са лакше повреде.
Укупна блокада пута Подгорица-Никшић била је привремено укинута након вишедневних протеста, након што су спорни подзаконски акти уклоњени 15. маја са седница Владе .

### Протест на дан независности 21. маја
У периоду између септембра 2020. и краја априла 2021. године, Министарство унутрашњих послова регистровало је 152 про-црногорска окупљања и протеста, у које је било укључено 130 000 људи (21% становништва Црне Горе). На 15. годишњицу црногорске независности 21. маја, грађанска иницијатива у локалитету Иванова Корита организовала је протест у Националном парку планине Ловћен. Окупило је се 65.000 људи, што представља преко 10% становништва земље. Истог дана откривена је највећа црногорска застава (величине 5000 м2).

### Јун
Протести су се неочекивано заокренули и њихов лик се трансформисао из националистичког у антифашистички, након инцидента који се догодио у Никшићу увече 12. јуна 2021. када је старији мушкарац мокрио статуу народног хероја Љубе Чупића на централном тргу града, пред многим пролазницима. Наведени инцидент изазвао је негодовање јавности и осудио га је већина главних политичких партија, председник државе, председник парламента, а и делимично га осудио градоначелник Никшића и премијер. Наредних дана одржани су протести у Никшићу (на месту инцидента), Цетињу, као и у Подгорици, са још много тога, у организацији углавном СУБНОР-а, али и бивших демонстраната који су учествовали у претходном таласу протеста.

## Напомена
1. ↑  Република Косово једнострано је проглашена држава на територији Републике Србије, противно Уставу Републике Србије и Резолуцији Савета безбедности Уједињених нација 1244. Према Резолуцији, цела територија Косова и Метохије, правно гледано, налази се у саставу Србије док не буде постигнуто коначно решење. Србија не признаје једнострано отцепљење, по међународном праву, њене територије, прецизније аутономне покрајине под привременом управом Уједињених нација (УНМИК). Влада са седиштем у Приштини има дефакто власт над већином територије, док поједине структуре Србије функционишу на северу и у српским енклавама.